# The Missing Rembrandt
The Missing Rembrandt ist ein britischer Mysteryfilm aus dem Jahr 1932. Regie führte Leslie S. Hiscott mit den Schauspielern Arthur Wontner, Jane Welsh, Miles Mander und Francis L. Sullivan. Der Film gilt als verloren.

## Inhalt
Sherlock Holmes geht auf die Suche nach einem von einem drogensüchtigen Künstler gestohlenen Gemälde von Rembrandt.